# Ppc64
ppc64 é um identificador comumente usado nas comunidades de código aberto Linux e GCC, para se referir a arquitetura alvo para aplicativos otimizados para a PowerPC 64-bits - e processadores Power Architecture, frequentemente usados para compilar o código-fonte.

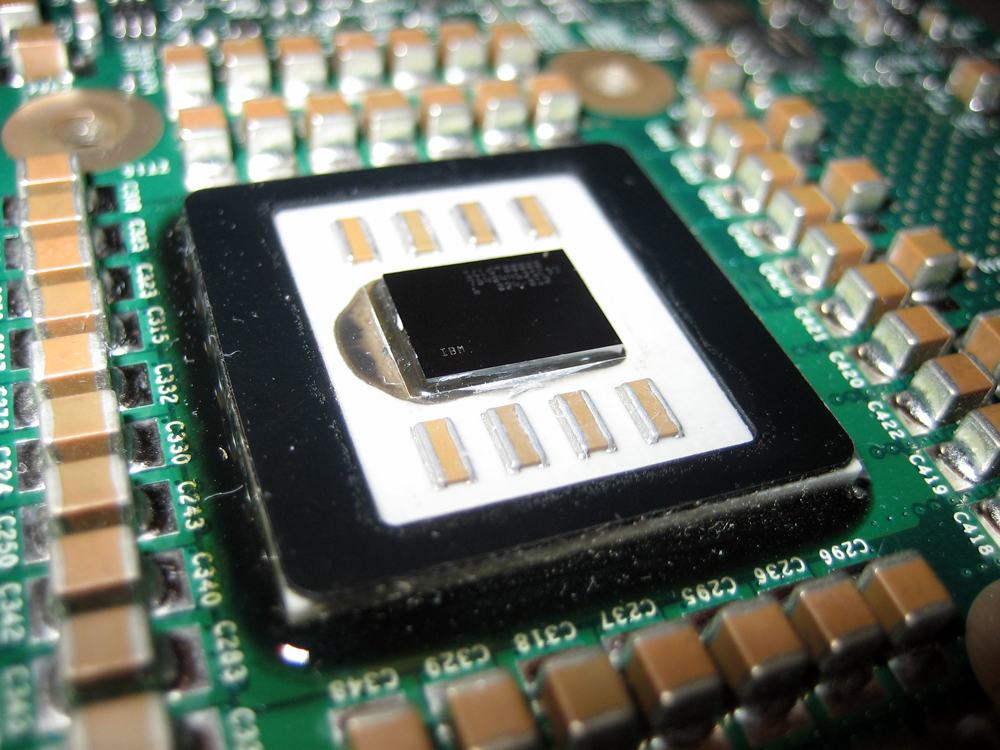
O PowerPC 970 foi lançado em 2003 e foi um dos primeiros processadores 64-bites desenvolvidos para consumidores domésticos, PowerMac G5 neste caso.

## Processadores PowerPC 64-bits
- PowerPC 620
- RS64 Apache, RS64-II Northstar, RS64-III Pulsar/Istar, e RS64-IV Sstar
- POWER3 e POWER3-II
- POWER4 e POWER4+
- PowerPC 970, PowerPC 970FX, PowerPC 970MP e PowerPC 970GX
- POWER5 e POWER5+
- Xenon
- Cell BE
- PWRficient
- POWER6

## Processadores PowerPC Futuros
- e700
- POWER7

## Processadores PowerPC 64-bits defeituosos
- Motorola G5